# Боровка (Курская область)
Боровка — деревня в Горшеченском районе Курской области России. Входит в состав Солдатского сельсовета.

## География
Деревня находится в восточной части Курской области, в лесостепной зоне, в пределах юго-западной части Среднерусской возвышенности, на левом берегу реки Боровка, на расстоянии примерно 14 километров (по прямой) к западу от посёлка городского типа Горшечное, административного центра района. Абсолютная высота — 197 метров над уровнем моря.
Часовой пояс
Деревня Боровка, как и вся Курская область, находится в часовой зоне МСК (московское время). Смещение применяемого времени относительно UTC составляет +3:00.

## Население
| 1859 | 1897 | 2002 | 2010 |
| ---- | ---- | ---- | ---- |
| 530  | ↗888 | ↘126 | ↘93  |

Гендерный состав
По данным Всероссийской переписи населения 2010 года в гендерной структуре населения мужчины составляли 47,3 %, женщины — соответственно 52,7 %.
Национальный состав
Согласно результатам переписи 2002 года, в национальной структуре населения русские составляли 97 % из 126 чел.

## Улицы
Уличная сеть деревни состоит из одной улицы и одного переулка.